# Francis Scobee
Francis Richard "Dick" Scobee (Cle Elum, Washington, 19 de mayo de 1939-Cabo Cañaveral, 28 de enero de 1986) fue un astronauta de la NASA.
En 1957 se graduó de Auburn Senior High School Auburn, Washington, e ingresó en la Fuerza Aérea de los Estados Unidos donde recibió entrenamiento como mecánico de motores y más tarde residió en la Base Kelly de la Fuerza Aérea en Texas. Mientras estaba allí asistió a unos cursos nocturnos que le permitieron adquirir dos años de universidad lo que lo llevó a seleccionar el Programa de Educación y Tarea para Pilotos. En 1965 recibió una licenciatura en Ingeniería Aeroespacial de la Universidad de Arizona y recibió sus alas de piloto en 1966 e incluso completó un número de asignaciones que incluían una misión para combatir en la guerra de Vietnam. A su regreso a los Estados Unidos asistió a las Escuela de Pilotos para la Investigación Aeroespacial en la Base Edwards de la Fuerza Aérea, en California.

Desde su graduación en 1972 participó en programas de prueba volando en naves tan variadas como el Boeing 747 y el X-24B, la aeronave de tecnología transónica (TACT) F-III y el C-5.

Francis Scobee registró un total de más de 6500 horas de vuelo en 45 tipos de naves diferentes.

## Organizaciones
Francis Scobee pertenecía a las siguientes organizaciones: Miembro de la Sociedad de Pilotos de Prueba Experimentales, Tau Beta Pi, la Asociación de Aeronaves Experimentales y la Asociación de la Fuerza Aérea.

## Distinciones
Scobee fue galardonado con la Cruz de Distinción de Vuelo de la Fuerza Aérea, la Medalla Aérea y dos Medallas de la NASA al Servicio Excepcional

## Experiencia en la NASA

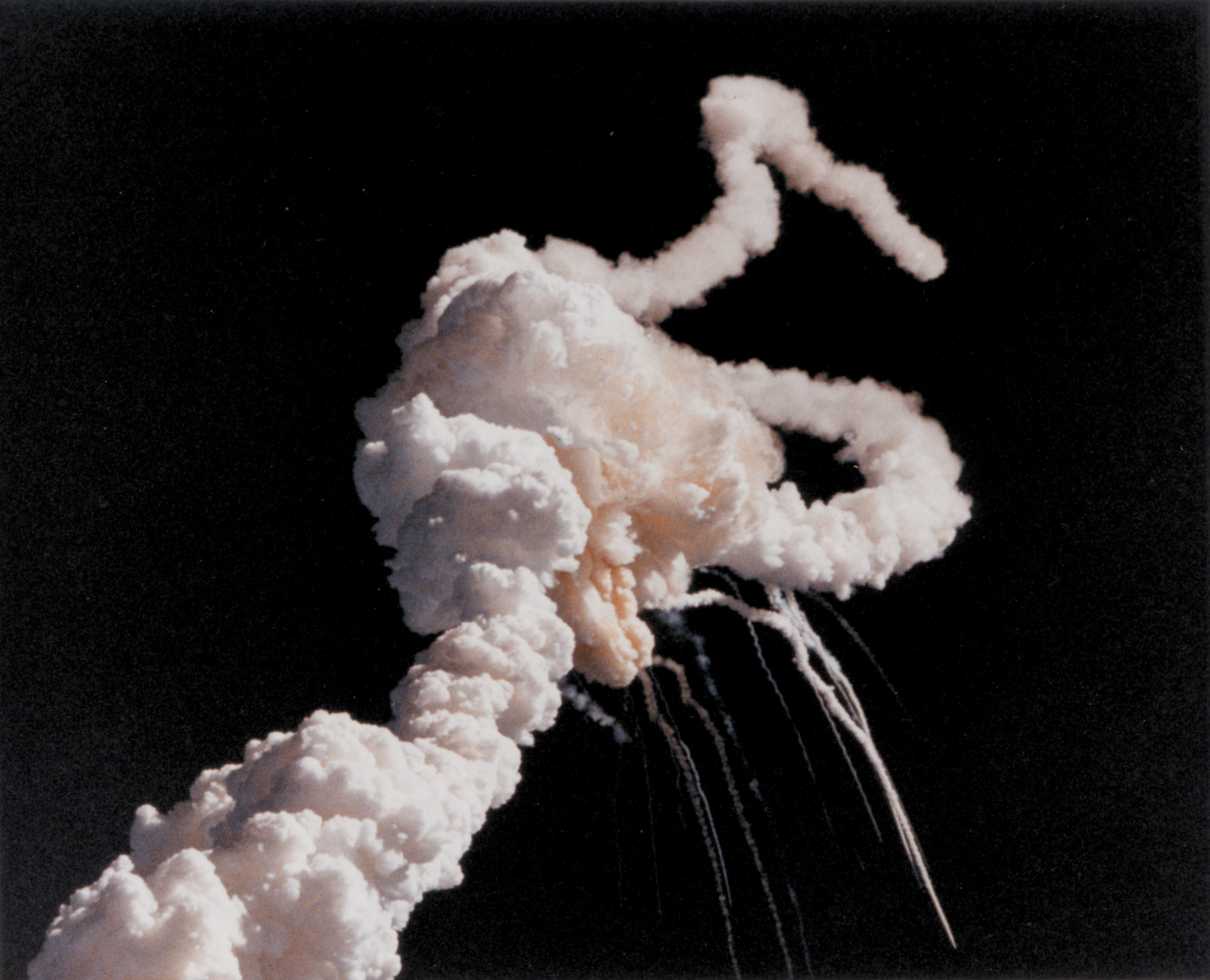
El Challenger explota por los aires

En enero de 1978 Scobee fue seleccionado como candidato a astronauta de la NASA. En agosto de 1979 completó un año de entrenamiento y evaluación, lo que le dio la posibilidad de ser un candidato elegible como piloto para cualquier misión futura del Transbordador Espacial. Allí, además de sus actividades de astronauta, Scobee prestó servicio como Piloto Instructor del Boeing 747 de la NASA utilizado para transportar el Transbordador.
Su primer vuelo fue como piloto de la misión STS 41-C a bordo del Challenger que fue lanzada desde el Centro Espacial Kennedy, Florida, el 6 de abril de 1984. la tripulación estaba formada por el comandante Robert Crippen, y tres especialistas de misión: Terry Hart, George Nelson, y James van Hoften. Durante la misión, la tripulación desplegó con éxito el Instrumento de Exposición de Larga Duración (LDEF), retiraron el Solar Maximum Satellite que tenía un desperfecto, lo repararon a bordo del Challenger y lo volvieron a ubicar en órbita utilizando el Sistema Manipulador Remoto (SMR). La misión también incluyó la evaluación de Unidades de Vuelo Maniobrable en dos actividades extravehiculares (EVAs); también probaron cámaras de visión a 360° y Sistemas de Cámaras IMAX; y llevaron a cabo el experimento de estudiantes sobre estructuras de una colmena de abejas. La misión duró siete días y concluyó con el aterrizaje en la Base Edwards de la Fuerza Aérea en California el 13 de abril de 1984.
Francis Scobee logró completar 168 horas en el espacio.
Scobee fue asignado como comandante de la misión STS 51-L del Transbordador Espacial Challenger que despegó del Centro Espacial Kennedy, Florida a las 11:38:00 EST (16:38:00 UTC) el 28 de enero de 1986. La tripulación del Challenger estaba integrada de la siguiente manera: el Piloto Michael Smith, los especialistas de misión: el Dr. Ronald McNair, la Dra. Judith Resnik, y Ellison Onizuka; el especialista de carga Gregory Jarvis y la especialista de carga civil Christa McAuliffe. Los siete tripulantes fallecieron instantáneamente al impactar la cabina del Challenger en aguas del océano Atlántico, tras una larga caída de casi tres minutos. A los 73 segundos del lanzamiento del Challenger sobrevino una filtración de gases incandescentes provenientes de un anillo defectuoso del cohete de propulsión sólida derecho. Esto provocó una explosión que desintegró la nave inmersa en una bola de fuego.
El módulo de la cabina sobrevivió intacto y se desprendió de la explosión para caer al mar durante 2 minutos y medio desde una altura de 15 240 metros.
La NASA había estimado las probabilidades de un accidente catastrófico durante el lanzamiento (el momento más peligroso del vuelo espacial) en una proporción de 1 a 438.
Este accidente, el más impactante del Programa del Transbordador Espacial, perjudicó seriamente la reputación de la NASA como agencia espacial y la propuesta de la participación de civiles, promulgada por Ronald Reagan y concretada en la maestra de primaria Christa McCauliffe echó por tierra todas las estructuras administrativas y de seguridad. La NASA suspendió temporalmente sus vuelos espaciales hasta 1988.
Francis Scobee estaba casado y tenía dos hijos.

## Eponimia
- El cráter lunar Scobee lleva este nombre en su memoria.[1]